# 福海镇
福海镇，是中华人民共和国新疆维吾尔自治区阿勒泰地区福海县下辖的一个乡镇级行政单位。

## 历史沿革
福海原名“布伦托海”，因盛产名贵鱼类而得名。福海镇是福海县党政机关驻地。1950年，隶属直属乡。1958年，直属乡改称东风公社。1972年，析设城镇公社。1984年，成为建制镇。位居乌伦古河下游冲积平原，地势平坦。城区规划以人民路和团结路为骨干框架沿人民渠呈品字形展开，2000年建成区6平方公里。当地民族以汉族、哈萨克族、回族、蒙古族为主，其中汉族占多数。
2001年9月20日，福海县委通过了《关于福海县城镇社区建设的实施方案》，开始施行居民社区化。2014年7月21日，国家住房和城乡建设部、发展和改革委员会、财政部、国土资源部、农业部、民政部、科学技术部决定将新疆的111个镇列为全国重点镇，福海镇名列其中。

## 教育文化
福海镇上有福海县第一中学、福海县第二中学等单位。

## 行政区划
福海镇下辖以下地区：
人民路社区、永安路社区、济海路社区、建北路社区、环城路社区和赫勒社区。

## 图库

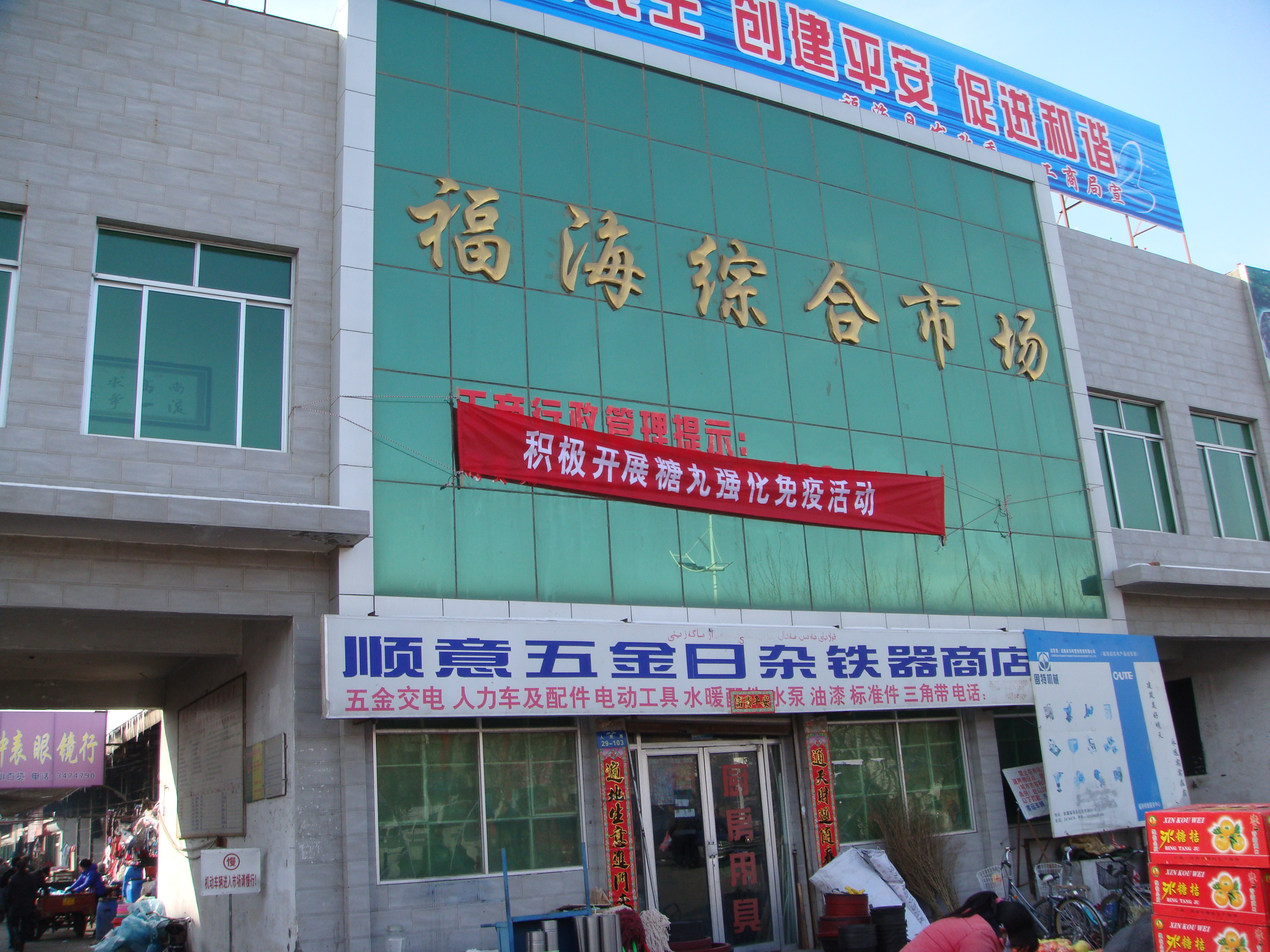
福海市场
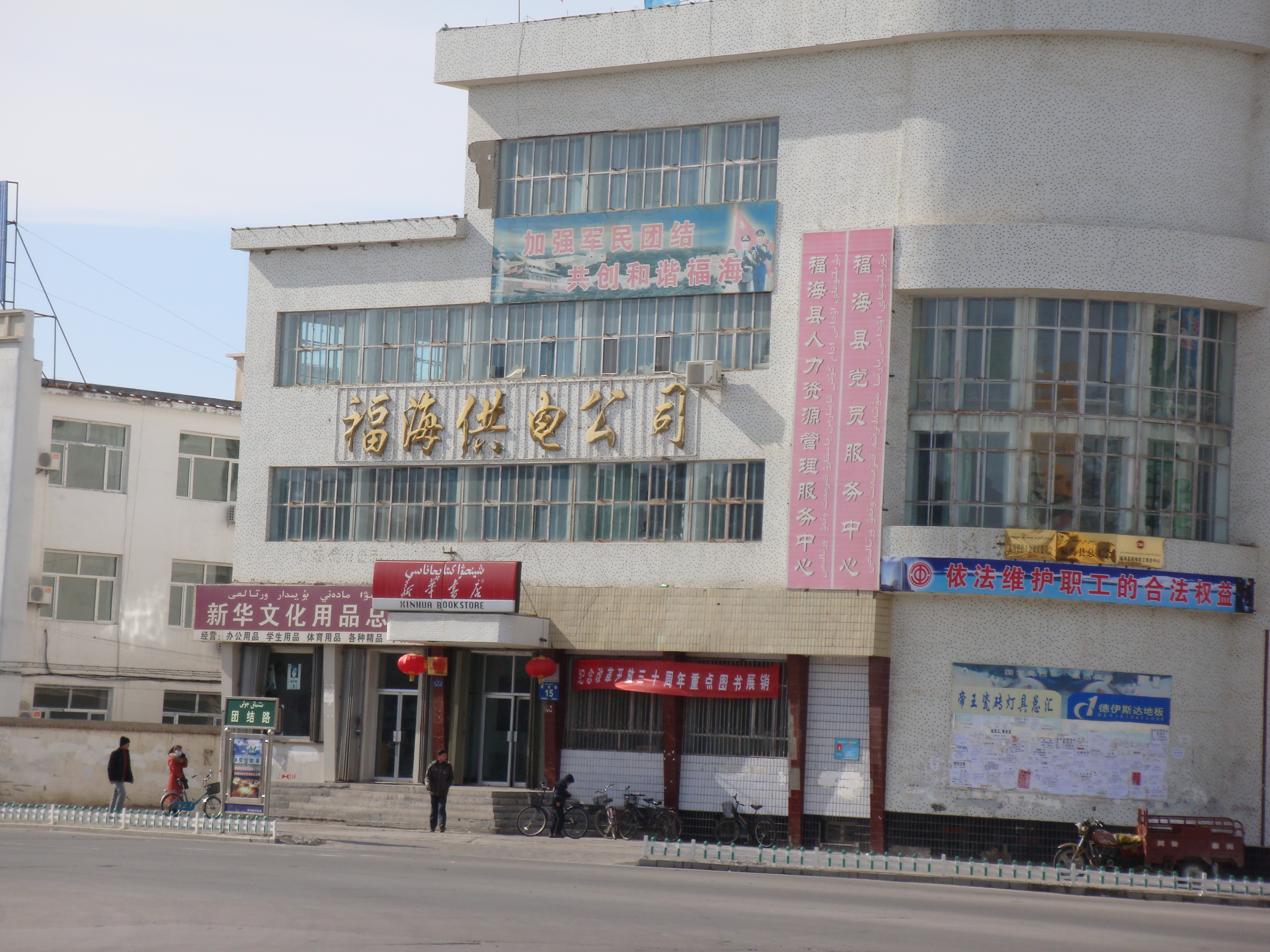
福海供电公司
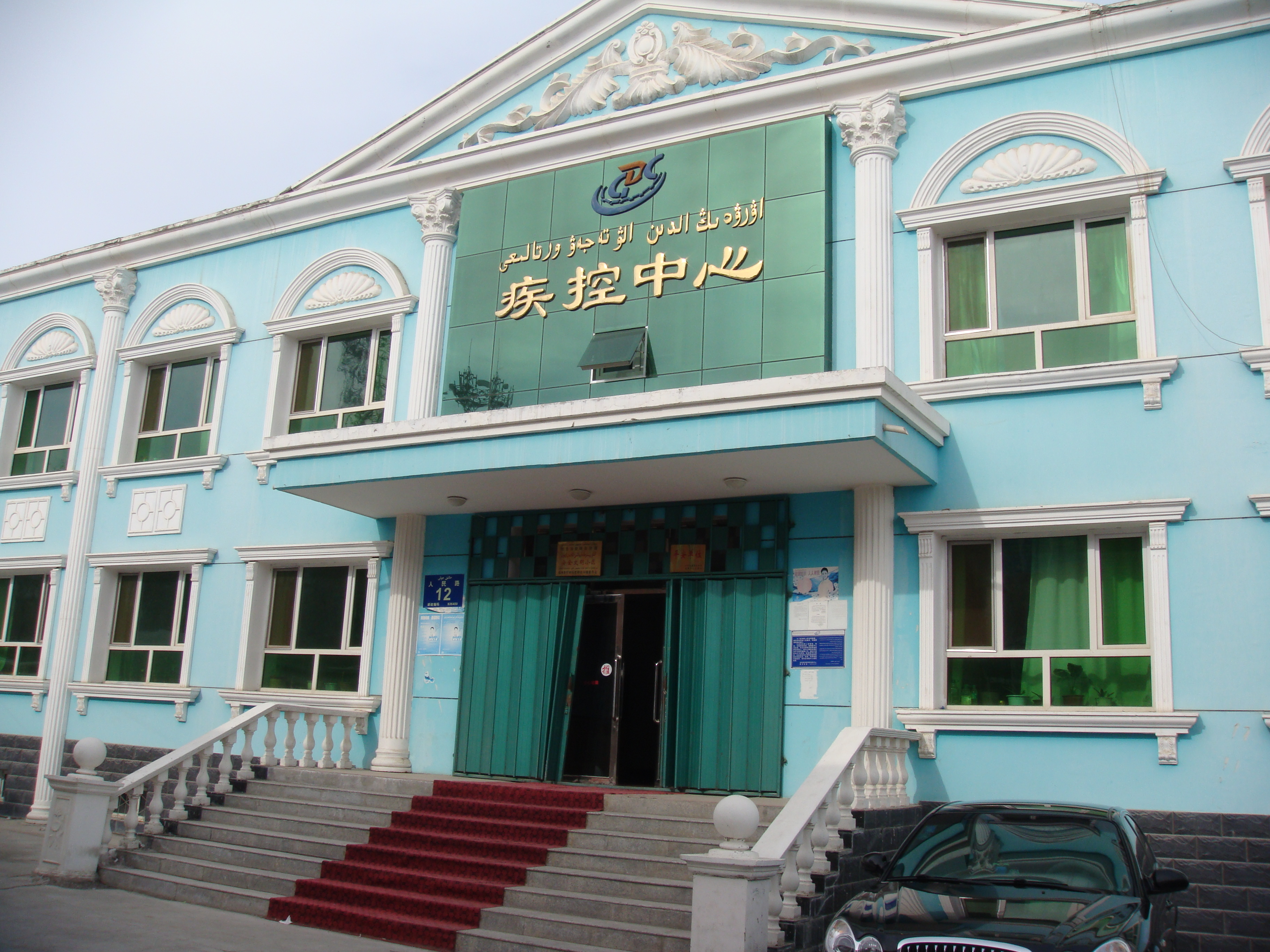
福海疾控中心
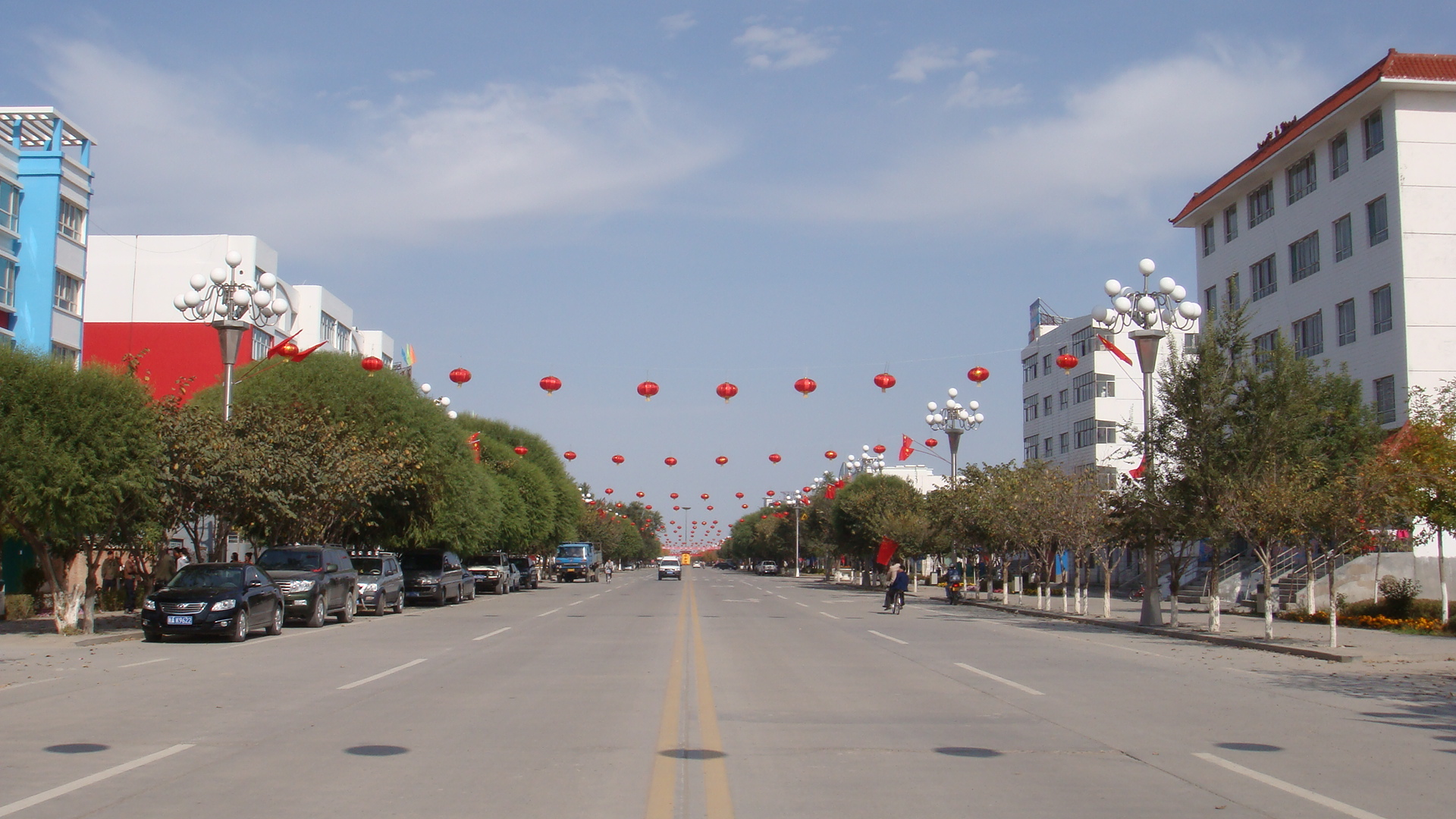
福海镇街道